# Allianz Handwerker Services
Der Allianz Handwerker Services (AHS) ist ein deutschlandweiter Anbieter von technischem Gebäude- und Schadenmanagement. Das Unternehmen war eine Tochter der Allianz Versicherungs-AG und Allianz Partners S.A.S. Vorsitzender der Geschäftsführung war zuletzt Carsten Staat. Der Allianz Handwerker Services hat 7 operative Standorte in Hamburg, Leipzig, Berlin, Düsseldorf, Frankfurt/Main, Stuttgart und München und beschäftigt rund 300 Mitarbeiter, davon ca. 200 Ingenieure und Architekten.

## Geschichte
Infolge eines Pilotbetriebs 1998/1999 in München wurde im Jahr 1999 die Agemis GmbH als Tochter der Allianz Versicherungs-AG und der DeTeImmobilien und Service GmbH als Handwerker-Reparaturdienst gegründet. Im Jahr 2001 wurde das Geschäftssystem auf Bundesebene etabliert. Im darauf folgenden Jahr übernahm die Agemis GmbH das technische Gebäudemanagement der Allianz Dresdner Immobiliengruppe und wurde zum Jahresende einer der größten Einkäufer von Handwerksleistungen. 2003 wurde das Produktportfolio um die standardisierte Wohnungsmodernisierung und das Management von Versicherungsschäden für Immobilienunternehmen erweitert. 2005 wurde die Agemis GmbH in Allianz Handwerker Services GmbH umbenannt. Mit dem TÜV Service tested-Siegel (TÜV Saarland) wurde Allianz Handwerker Services im August 2015 mit der Gesamtnote 1,9 ausgezeichnet.
Anfang Juli 2023 wurde die Allianz Handwerker Service GmbH auf die Allianz Partners Deutschland GmbH verschmolzen und ist somit keine eigenständige Firma mehr. Das Geschäftsmodell Allianz Handwerker Service blieb jedoch bestehen.

## Aufgaben

### Schadenmanagement für die Versicherungswirtschaft
Im Geschäftsfeld Versicherungswirtschaft bietet Allianz Handwerker Services Schadenbehebung und Naturalersatz an. Diese Assistance-Leistungen gehören in den Bereich der Hausassistance. AHS wickelt für Versicherungen bzw. deren betroffene Versicherungsnehmer (privat + gewerblich) Einzel- sowie Massenschäden nach Feuer, Leitungswasser, Sturm, Hagel und Elementarereignissen sowie Diebstahl und Vandalismus ab.

### Technisches Gebäudemanagement für die Immobilienwirtschaft
Für die Wohnungs- und Immobilienwirtschaft bietet Allianz Handwerker Services die Durchführung von Bauleistungen, z. B. Reparatur-, Sanierungs- und Modernisierungsarbeiten sowie laufende Instandhaltung an. Des Weiteren führt AHS energetische Sanierungen inklusive vorheriger Energieberatung durch.

### Reparaturmanagement
In diesem Geschäftsfeld bearbeitet AHS Kleinschäden bis zu einer vom Auftraggeber festzulegenden Höchstsumme (z. B. 1.500 EUR). Diese laufende Instandsetzung zeichnet sich durch hohe Volumina und geringere Komplexität der einzelnen Schäden aus (meist ist nur ein Gewerk involviert).

### Netzmanagement
Um die oben die genannten Leistungen für die verschiedenen Kundengruppen erbringen zu können, hat Allianz Handwerker Services ein bundesweites Netzwerk an Handwerksbetrieben aufgebaut. Mit diesen Partnerunternehmen aller Gewerke verhandelt AHS deutschlandweit Rahmenpreisabkommen. Zur Qualitätssicherung werden Service Level Agreements und Rahmenverträge geschlossen sowie regelmäßige Schulungen durchgeführt. AHS greift auf ca. 2.500 Handwerksbetriebe zurück, wobei 80 % der Aufträge mit ca. 500 Top-Dienstleistern abgewickelt werden.